# Dieceza de Lodi

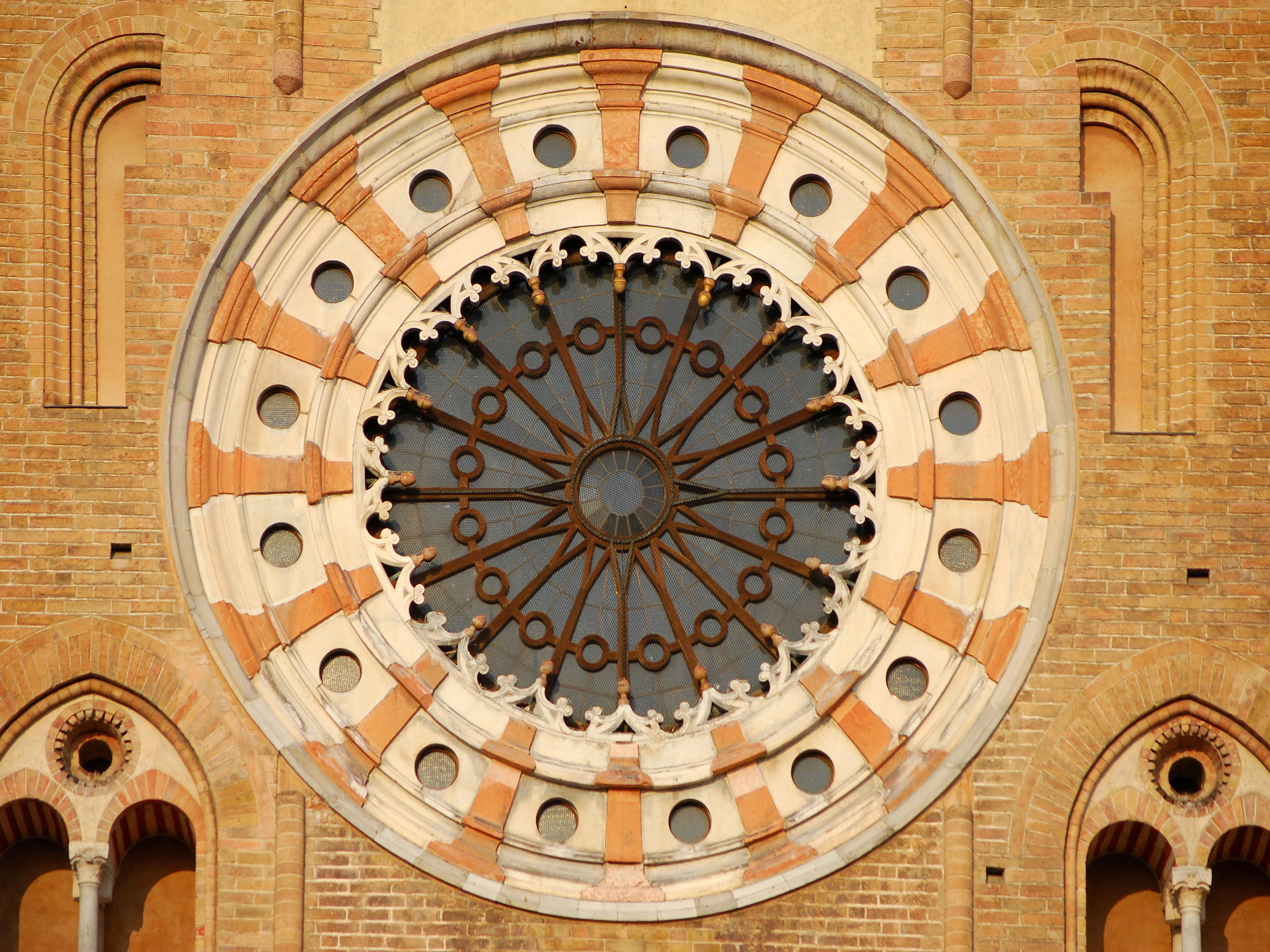
Rozasa Catedralei din Lodi.

Dieceza de Lodi (în latină Dioecesis Laudensis) este una din cele 226 episcopii ale Bisericii Romano-Catolice din Italia, cu sediul în orașul Lodi. Dieceza de Lodi se află în provincia mitropolitană a Arhidiecezei de Milano.

## Istoric
Prima comunitate creștină din Lodi datează din secolul al IV-lea, când, în jurul anilor 304-305, sfinții martiri Victor, Nabore și Felix au fost martirizați în Laus Pompeia (acum Lodi Vecchio), ei având o contribuție importantă la creștinarea orașului.
În mod tradițional, întemeierea diecezei este atribuită Sfântului Bassiano, principalul patron al diecezei și episcop de Lodi din 374 până în 409.
Printre figurile eminente și sfinte ale eparhiei poate fi amintită Francesca Saverio Cabrini, patroana emigranților.
Al XIV-lea sinod eparhial a avut loc în ianuarie 2020, sub conducerea episcopului Maurizio Malvestiti.